# William Gell

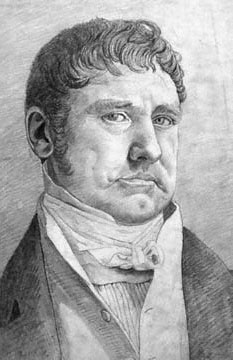
Sir William Gell

William Gell (Hopton, 1 april 1777 – 4 februari 1836) was een Engels archeoloog, schrijver en illustrator. Hij schreef en publiceerde vele werken, vaak geïllustreerd met zijn eigen werk. Het beroemdste is het werk Pompeiana.
Gell was een telg uit een militair geslacht en een van de oudste families in Engeland. Zijn overgrootvader was de parlementariër John Gell en zijn oom admiraal John Gell. Hij was persoonlijk bevriend met onder meer Lord Byron, Thomas Moore en Sir Walter Scott.
- Bibsys: 2031595
- Bibliothèque nationale de France: cb15323766c (data)
- Gemeinsame Normdatei: 116522976
- International Standard Name Identifier: 0000 0000 8076 3286
- Library of Congress Control Number: n50018446
- Nationale bibliotheek van Australië: 35117223
- Nationale Bibliotheek van Israël: 987007463074205171
- Nederlandse Thesaurus van Auteursnamen: 242448488
- SNAC: w69319rm
- Système universitaire de documentation: 078188202
- Trove: 831507
- Union List of Artist Names: 500318244
- Virtual International Authority File: 10148614
- WorldCat: E39PBJfGTc4rhrQcvB4bmKj9jC